# Партия за демократично общество
Партията за демократично общество (на кюрдски: Partiya Civaka Demokratîk, на турски: Demokratik Toplum Partisi) е прокюрдска политическа партия в Турция. Партията е основана през 2005 година. Най-силни резултати от изборите бележи в Турски Кюрдистан. След местните избори в Турция през 2009 година партията има 54 общински кметове, 12 от които във вилает Диарбекир. В края на 2009 година партията е забранена от Конституционния съд за действия срещу единството на държавата. Неин наследник става Партията на мира и демокрацията.
1. ↑  www.yenisafak.com //   Посетен на 12 декември 2021 г.
2. ↑  arsiv.sol.org.tr //   Посетен на 12 декември 2021 г.